# Komitet Narodowy Wolne Niemcy

Logo NKFD

Flaga NKFD

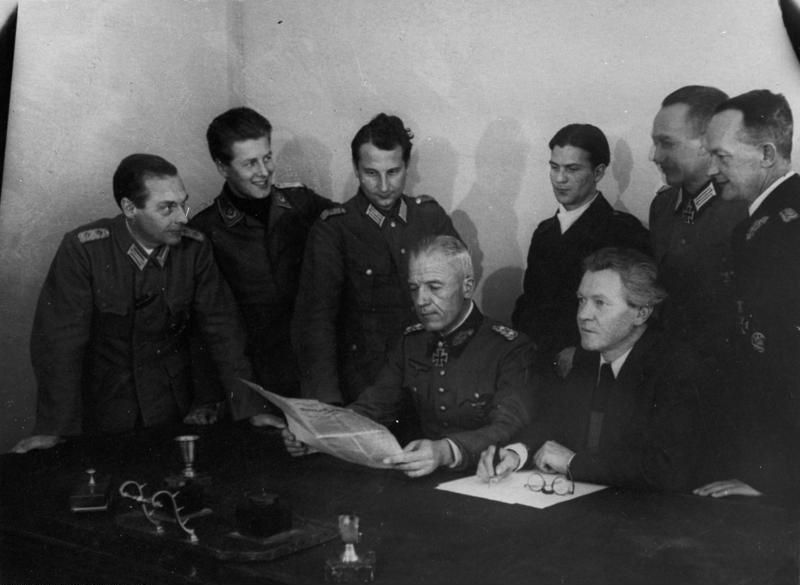
Posiedzenie Komitetu (1943)

Komitet Narodowy Wolne Niemcy (niem. Nationalkomitee Freies Deutschland, NKFD) – antynazistowska organizacja niemiecka, działała w latach 1943–1945.

## Historia
Komitet został utworzony w trakcie II wojny światowej (12–13 lipca 1943) w Krasnogorsku z inicjatywy niemieckich komunistów w ZSRR. Miał przygotować grunt pod przejęcie władzy przez komunistów w powojennych Niemczech. Przewodniczącym NKFD został Erich Weinert, współdziałający z Wilhelmem Pieckiem i Walterem Ulbrichtem.
Początkowo Komitet liczył 38, a następnie 55 członków. Przy Komitecie działał także Związek Oficerów Niemieckich (m.in. feldmarszałek Friedrich Paulus, generał Walther von Seydlitz-Kurzbach). Członkiem Komitetu był m.in. Horst Viedt, który zginął podczas oblężenia Wrocławia. Organizacja prowadziła walkę z III Rzeszą przez dywersję i sabotaż. Komitet wydawał własną gazetę oraz posiadał radiostację Freies Deutschland. Utworzył też oddziały zagraniczne (Anglia, Dania, Meksyk i Szwecja).
2 listopada 1945 Komitet rozwiązał się.
Byli działacze Komitetu odegrali istotną rolę w sowieckiej strefie okupacyjnej, a później równie w NRD.